# Алчуниб
Алчуни́б (арч. Алшунна) — село в Чародинском районе Дагестана, в 32 км к югу от с. Цуриб. Входит в сельсовет Арчибский.

## География
Село расположено на р. Рисор (бассейн р. Каракойсу), у подножья горы Метико (3814 м).

## Население
| 1926 | 1939 | 1970 | 1989 | 2002 | 2010 | 2021 |
| ---- | ---- | ---- | ---- | ---- | ---- | ---- |
| 189  | ↘171 | ↘131 | ↗177 | ↗205 | ↘190 | ↗227 |